# Potamotrygon magdalenae
Potamotrygon magdalenae és una espècie de peix pertanyent a la família dels potamotrigònids.
És present a les conques dels rius Magdalena i Atrato a Amèrica del Sud.
És un peix d'aigua dolça, bentopelàgic i de clima tropical, el qual prefereix els fons fangosos poc fondos amb aigües tèrboles.
Fa 35 cm de llargària màxima.
Menja larves d'insectes.
Les seues principals amenaces són la contaminació de les aigües per les activitats agrícoles i industrials, la mineria, el desenvolupament d'infraestructures i les pertorbacions humanes. A més, forma part del comerç internacional de peixos d'aquari sense cap mena de regulació específica i de supervisió, per la qual cosa no hi ha informació disponible sobre el nombre total d'exemplars que s'exporten i en quina mesura això podria representar una amenaça seriosa per a la seua supervivència.
És inofensiu per als humans.